# Kraft Foods Group
Pour les articles homonymes, voir Kraft.
Kraft Foods Group était une société américaine du secteur de l’agroalimentaire principalement implanté en Amérique du Nord (aux États-Unis et au Canada). Le siège social de Kraft Foods Group était situé à Chicago dans l'Illinois.
La société était cotée NYSE avec le code KFT jusqu'à son acquisition par Heinz en 2015, et sa fusion au sein de la nouvelle entité Kraft Heinz.

## Historique
Kraft Foods a été fondé le 10 décembre 1923 par Thomas H. McInnerney,. À l'origine spécialisée dans les crèmes glacées et nommée Hydrox Corporation, la société se mit à grossir rapidement en rachetant de nombreuses firmes opérant dans le même secteur d'activité aux États-Unis.
Le 1er octobre 2012, le groupe multinational Kraft Foods est scindé en deux : Mondelez International pour l'Europe et Kraft Foods Group aux États-Unis d'Amérique.
En mars 2015, Kraft Foods et Heinz annoncent leur fusion dans une nouvelle entité, Kraft Heinz, détenue à 51 % par les actionnaires de Heinz (3G Capital et Berkshire Hathaway) et à 49 % par les actionnaires de Kraft Foods. La fusion est concomitante d'un dividende extraordinaire de 10 milliards de dollars versé par les actionnaires de Heinz,,.

### Identité visuelle (logo)

Premier logo de la société.
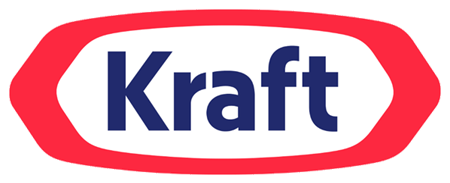
Logo actuel de Kraft Foods depuis 2012.

## Marques de Kraft Foods Group
- A.1. Steak Sauce (en)
- Athenos produits de cuisine méditerranéenne
- Breakstone’s ou  Knudsen’s
- Capri-Sun
- Cheez Whiz
- Claussen
- Cool Whip (en)
- Country Time (en) (boisson en poudre)
- Cracker Barrel
- Crystal Light
- Easy Cheese (en)
- Jell-O gélatine
- Jet-Puffed (en)
- Kool-Aid
- Koogle
- Kraft Salad Dressings
- Kraft Macaroni and fromage (Kraft Dinner au Canada, et comprenant Kraft Easymac)
- Kraft Mayo
- Kraft Singles
- Lunchables (en)
- Maxwell House
- MiO (en)
- Miracle Whip
- Oscar Mayer
- Philadelphia cream cheese
- Planters
- Polly-O (en) fromage
- Stove Top stuffing (en)
- Tassimo T-DISCS
- Velveeta (en)